# The Vibrators
The Vibrators is een in 1976 opgerichte Britse punkband uit Londen.

## Bezetting
Oprichters
- Ian 'Knox' Carnochan (zang)
- John Ellis (e-gitaar, tot 1978/1982–1986)
- Pat Collier (e-basgitaar, tot 1977/1982–1986)
- John 'Eddie' Edwards (drums)

Huidige bezetting
- Darrell Bath (e-gitaar)
- Pete (zang, e-basgitaar, sinds 2003)
- John 'Eddie' Edwards (drums)

Voormalige leden
- Kip (zang, 1980)
- Don Snow (keyboards, saxofoon, 1978–1980)
- Gary Tibbs (basgitaar, 1977–1980)
- Ben Brierly (basgitaar)
- Ian Woodcock (basgitaar, 1980)
- Noel Thompson (basgitaar, 1986–1988)
- Mark Duncan (basgitaar, 1986–1996)
- Nick Peckham (basgitaar, 1996–1999)
- Robbie Tart (basgitaar, 1999–2003)

(vervolg)
- Ian 'Knox' Carnochran (e-gitaar)
- Dave Bircha (e-gitaar, 1978–1980)
- Greg van Cook (e-gitaar)
- Phil Ram (e-gitaar, 1980)
- Adrian Wyatt (e-gitaar, 1980)
- Mickie Owen (e-gitaar, 1986–1990)
- Nigel Bennet (e-gitaar, 1990–1996)
- Darrell Bath (e-gitaar, 1996)

## Geschiedenis
Het eerste publieke optreden van de band vond plaats als voorband van The Stranglers in februari 1976 in het Honsey Art College in Londen. Al spoedig daarna speelden ze in de 100 Club in het voorprogramma van de Sex Pistols. De eerste single We Vibrate verscheen in november 1976. In het voorjaar van 1977 begeleidden ze Iggy Pop tijdens diens tournee door het Verenigd Koninkrijk. Ze kregen een contract bij Epic Records en brachten de single Baby Baby uit. Het album Pure Mania volgde, dat de top 50 van de Britse hitlijst haalde. Met de single Automatic Lover kreeg de band een tv-optreden in het programma Top of the Pops. De tweede lp V2 haalde ook de Britse hitlijst (#33). Het daarop voorkomende Troops of Tomorrow bereikte door een cover van de band The Exploited nog grotere bekendheid.
Daarna kwam er een algehele mutatie binnen de band en een reeks singles verschenen, waaronder Gimme Some Lovin'  en Disco in Mosco. De band werd voor korte tijd ontbonden, totdat in 1982 de combinatie Ian Carnochan, John Edwards, Pat Collier en John Ellis zich weer had verbonden. Er verscheen daarop een gelijknamige single en album met de naam Guilty. De lp Alaska 127, die in 1984 op de markt kwam, was genoemd naar Pat Colliers studio. Het album Fifth Amendment verscheen in 1985. Daarna verlieten Collier en Ellis de band en er kwam weer een voortdurend wisselen bij de gitaristen. Van 1996 tot 1999 gaf de band in de bezetting Knox, Eddie 'The Drummer' Edwards en Nick Peckham (basgitaar) jaarlijks meer dan 100 concerten in de Verenigde Staten en Canada en bracht een handvol albums uit. Sinds 2003 is Pete, afkomstig van de Finse band No Direction, bassist bij het trio, dat tot heden onafgebroken op tournee gaat. Tijdens hun lange carrière waren The Vibrators onderweg met Iggy Pop, Ian Hunter, The Flaming Groovies, The Misfits en Die Toten Hosen en bands als The Exploited, The UK Subs, GBH, R.E.M. en Die Toten Hosen coverden hun songs. De band Stiff Little Fingers noemde zich naar een van hun songs van het album Pure Mania.

## Discografie

### Singles
- 1976: We Vibrate/Whips And Furs
- 1976: Pogo Dancing/The Pose
- 1977: Bad Time/No Heart
- 1977: Baby Baby/Into The Future
- 1977: London Girls (Live)/Stiff Little Fingers (Live)
- 1977: London Girls (Live)/Stiff Little Fingers (Studio)
- 1978: Automatic Lover/Destroy
- 1978: Judy Says (Knock You In The Head)
- 1980: Gimme Some Lovin'/Powercry
- 1980: Disco In Mosco/Take A Chance
- 1982: Baby Baby (new version)/Dragnet
- 1983: Guilty/Hang Ten
- 1983: MX America/Shadow Love
- 1984: Flying Home/Punish Me With Kisses
- 1984: Baby Blue Eyes/Amphetamine Blue
- 1985: Blown Away By Love/The Demolishers
- 1988: String Him Along/Disco In Mosco
- 1990: Halfway To Paradise/Drive
- 1994: Retro-Active
- 1998: Troops Of Tomorrow
- 2000: I Hate Xmas
- 2007: Sonic Reducer
- 2009: Troops Of Tomorrow / I Kissed A Girl
- 2013: Slow Death
- 2016: Rock N Roll Rescue

### Albums
- 1977: Pure Mania
- 1978: V2
- 1982: Guilty
- 1984: Alaska 127
- 1985: Fifth Amendment
- 1986: Live
- 1988: Recharged
- 1988: Meltdown
- 1989: Vicious Circle
- 1990: Volume 10
- 1994: Hunting for You
- 1996: Unpunked
- 1997: French Lessons with Correction
- 1999: Rip up the City – Live
- 1999: Buzzin
- 2000: Noise Boys
- 2001: Live at the Nashville ‘77
- 2002: Live at CBGB’s
- 2002: Energize
- 2004: Live Energized GBGB’s
- 2009: Under the Radar
- 2013: On The Guest List